# Madison (Missisipi)
Madison – miasto w Stanach Zjednoczonych, w stanie Missisipi, w hrabstwie Madison.